# 桑黻翰
桑黻翰（Pierre Lefebvre，1883年—1955年），法国传教士，耶稣会会士。上海震旦大学院长（1927-1931）、耶稣会神学院院长（1939-1949）。
1883年，桑黻翰生于法国。1912年来华传教。1927-1931年任上海震旦大学院长。1932-1937年任耶稣会会长。此后任扬州总铎。1939-1949年任耶稣会神学院院长。1955年上海军管会将其驱逐出境，在广州去世。广州教区邓以明主教将他葬于广州。
广州教区邓以明主教、上海教区金鲁贤主教均为桑黻翰神父的学生。